# Кручек Олександр Алікович
Олександр Алікович Кручек (нар. 30 серпня 1961, Гайсин) — український історик, дослідник проблем історії культури України XX століття, кандидат історичних наук з 1997 року, доцент.

## Біографія
Народився 30 серпня 1961 року в місті Гайсині в сім'ї службовців. У 1983 році закінчив історичний факультет Ленінградського державного університету. 
З 1984 по 1990 рік — старший лаборант, асистент кафедри історії КПРС Київського автомобільно-дорожнього інституту, у 1990–1991 роках — викладач суспільних дисциплін Ірпінського індустріального технікуму. У 1991–1996 роках — співробітник координаційної групи по підготовці «Історії української культури» в 5-ти томах Інституту історії України НАН України. У 1996–1998 роках — молодший науковий співробітник відділу історії культури українського народу Інституту історії України НАН України. 1997 року захистив кандидатську дисертацію на тему: «Культура в УСРР в 1920—1923 роках як об'єкт державної політики» (науковий керівник Валентин Даниленко).
Працює на кафедрі соціально-гуманітарних дисциплін Київського університету туризму, економіки і права. Викладає методологію і організацію наукових досліджень; основи наукових досліджень; туризмологію.

## Наукова діяльність
Автор понад 30-ти наукових праць, в тому числі наукових статей і монографій. Зокрема:
- Становлення державної політики УСРР в галузі національної культури (1920—1923). — Київ, 1996;
- Ідеологічне підгрунтя більшовицької культурної політики в Україні в 1920—1923 рр. [Архівовано 30 жовтня 2017 у Wayback Machine.] // Наукові записки Вінницького державного педагогічного університету імені Михайла Коцюбинського. Серія: Історія. — 2010. — Випуск 17. — С. 55-61.